# Gare de Kumamoto
La gare de Kumamoto (熊本駅, Kumamoto-eki) est une gare ferroviaire de la ville de Kumamoto, dans la préfecture éponyme au Japon. Elle est exploitée par la compagnie JR Kyushu.

## Situation ferroviaire
La gare de Kumamoto est située au point kilométrique (PK) 118,4 de la ligne Shinkansen Kyūshū et au PK 196,6 de la ligne principale Kagoshima. Elle marque le début de la ligne principale Hōhi.

## Histoire
La gare a été inaugurée le 1er juillet 1891. Le Shinkansen dessert la gare depuis le 12 mars 2011.

## Service des voyageurs

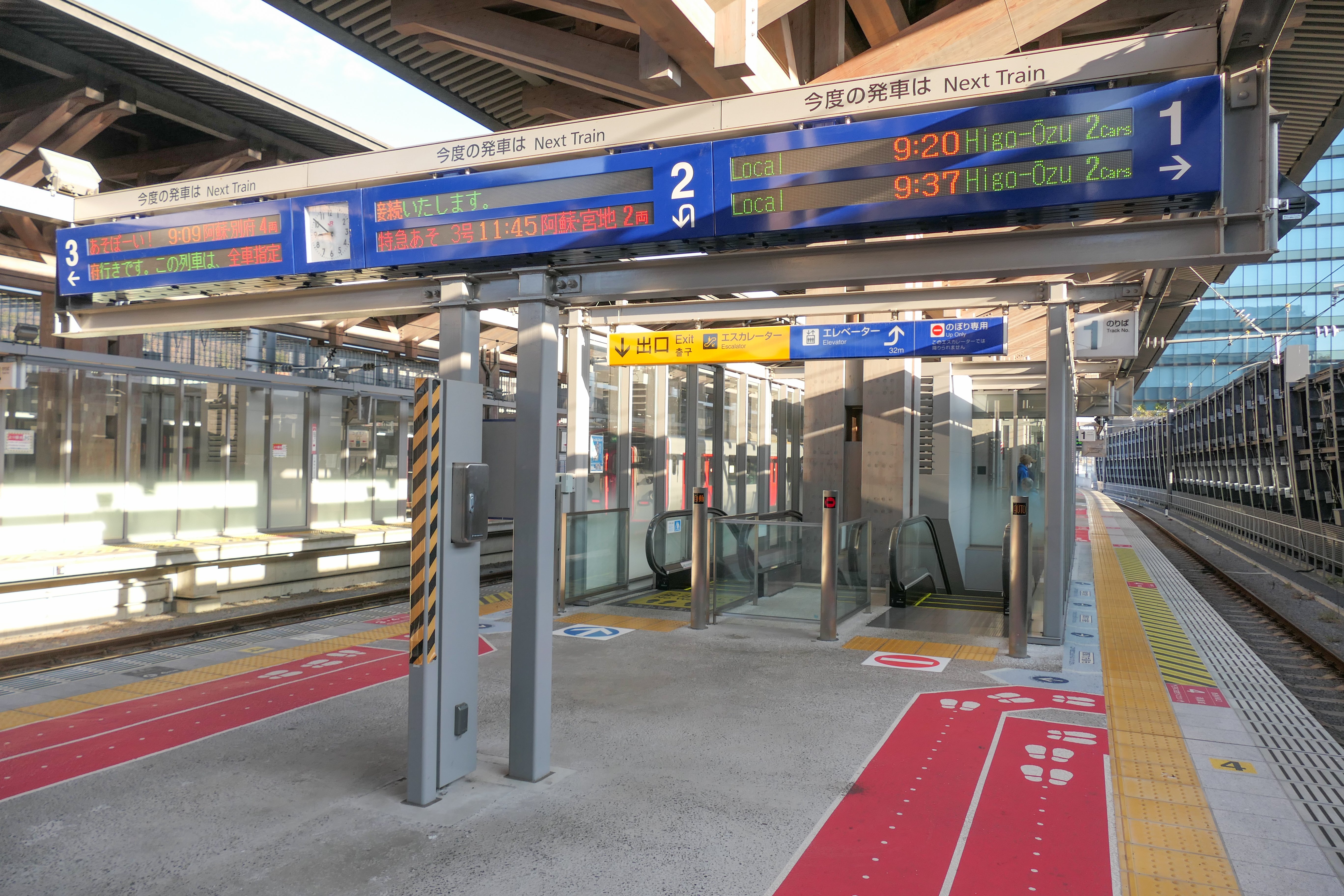
Vue des quais.

### Accueil
La gare dispose d'un bâtiment voyageurs ouvert tous les jours, avec des guichets et des automates pour l'achat de titres de transport.

### Desserte
- Ligne principale Kagoshima :
  - voies 1 à 3 : direction Yatsushiro
  - voies 4 à 6 : direction Ōmuta et Tosu
- Ligne principale Hōhi :
  - voies 1 à 3 : direction Higo-Ōzu et Miyaji
- Ligne Shinkansen Kyūshū :
  - voies 11 et 12 : direction Hakata et Shin-Osaka
  - voies 13 et 14 : direction Kagoshima-Chūō

### Intermodalité
L'arrêt Kumamoto-ekimae du tramway de Kumamoto se trouve sur le parvis de la gare.